# 特雷翁
特雷翁（法語：Tréon，法語發音：[tʁeɔ̃]）是法国厄尔-卢瓦省的一个市镇，属于德勒区。

## 地理
特雷翁（48°40'34"N, 1°19'29"E）面积10.93 平方千米，位于法国中央-卢瓦尔河谷大区厄尔-卢瓦省，该省份为法国北部内陆省份，北起顺时针与厄尔省、伊夫林省、埃松省、卢瓦雷省、卢瓦-谢尔省、萨尔特省和奧恩省接壤。
与特雷翁接壤的市镇（或旧市镇、城区）包括：欧奈苏克雷西、勒布莱双教堂村、克雷西库韦、德鲁艾地区加朗西埃、加尔奈、马尔维尔-穆捷布吕莱。

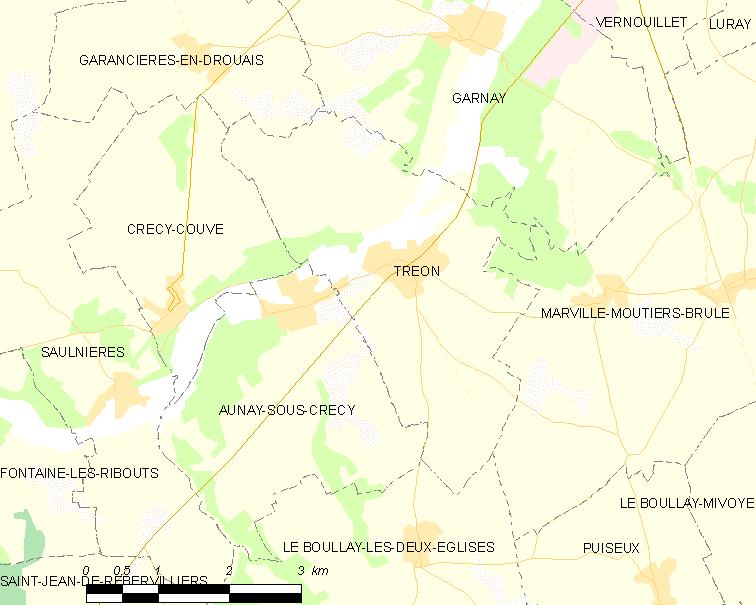
特雷翁的OSM定位图

特雷翁的时区为UTC+01:00、UTC+02:00（夏令时）。

## 行政
特雷翁的邮政编码为28500，INSEE市镇编码为28394。

## 政治
特雷翁所属的省级选区为德勒第一县。

## 人口

1962-2008年间特雷翁人口变化图示

特雷翁于2022年1月1日时的人口数量为1448人。